# 306367 Nut
306367 Nut este o planetă minoră (asteroid) din Asteroid Apollo. A fost descoperită pe 22 octombrie 1960 la Observatorul Palomar de Cornelis Johannes van Houten. 
Obiectul prezintă o orbită caracterizată de o semiaxă mare de 2,5385781974815 UAi, o excentricitate de 0,742769, o înclinație de 3,771896 ° în raport cu ecliptica.